# Armagetron
 (octobre 2019).
Si vous disposez d'ouvrages ou d'articles de référence ou si vous connaissez des sites web de qualité traitant du thème abordé ici, merci de compléter l'article en donnant les références utiles à sa vérifiabilité et en les liant à la section « Notes et références ».
Armagetron est un jeu vidéo multijoueur open source en 3D inspiré des véhicules du film Tron.
Il s'agit de combattre les adversaires en laissant derrière son véhicule une trame dans laquelle les adversaires peuvent s'écraser. Le véhicule du joueur ne doit percuter ni les trames laissées par les véhicules ennemis, ni celles de son propre véhicule. Les seules manœuvres pour les véhicules sont la marche avant, le virage à 90° à gauche ou à droite, le demi-tour et la réduction de vitesse. La seule manière de gagner de la vitesse est de se coller à une trame et de la suivre. Des étincelles alors apparaissent ; plus il y a d'étincelles, plus vous êtes proche de la trame que vous longez, plus vous gagnez en vitesse rapidement.
Si le fonctionnement du jeu semble opaque, le mieux pour le comprendre est de visionner le film Tron.
Le jeu est totalement configurable, les joueurs de Armagetron pouvant adapter les règles, choisir les dimensions de l'arène, le nombre d'adversaires, la composition des équipes, des configurations plus techniques, comme la vitesse et l'accélération, l'importance du rubber (caoutchouc en anglais), la durée de vie du frein, jouer chacun pour soi, etc.
Un mode online est disponible, permettant de jouer avec d'autres personnes sur un même réseau local (LAN) ou sur internet.
Il existe de nombreux patchs visuels ou sonores créés par des joueurs pour diversifier les sensations de jeu.
Armagetron ne nécessite pas un PC « puissant » pour atteindre, et dépasser, un ratio de 30 images par seconde.
Il est disponible pour :
- Windows
- Linux (et tous les Unix utilisant les bibliothèques C récentes) pour processeurs PC, Alpha ou Sparc
- Mac OS X

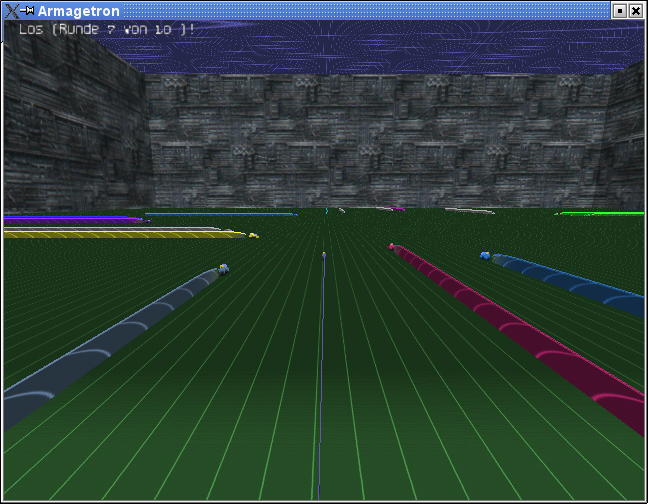
Écran principal
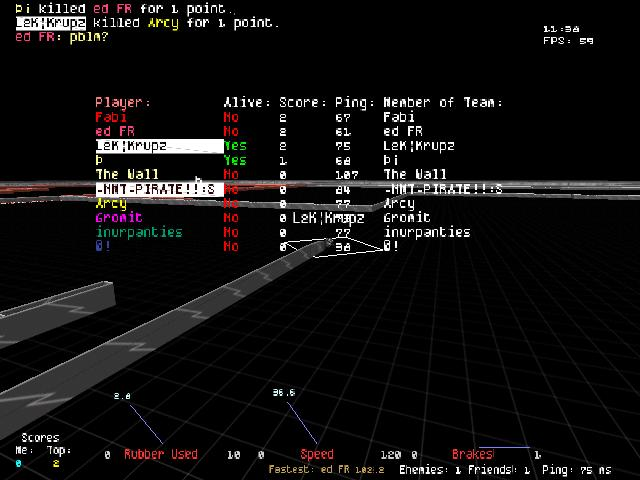
Différentes informations visibles sur l'écran.